# Operação Mainbrace
A Operação Mainbrace foi uma operação militar organizada pela OTAN entre os dias 14 e 25 de setembro de 1952 para mostrar o poderio de fogo da organização para a URSS. Cerca de 80.000 homens, 1000 aviões e 200 navios participaram desta operação, que envolveu as forças armadas dos Estados Unidos, Reino Unido, Canadá, França, Dinamarca, Bélgica e Países Baixos. A operação foi dirigida pelo almirante britânico Sir Patrick Brind, sendo a maior manobra da OTAN realizada até aquele momento.
A operação ganhou notoriedade por uma serie de relatos de avistamentos de vários Objetos Voadores Não Identificados (OVNIs) e Objetos Submersos Não Identificados (OSNIs) sobre a Noruega e Dinamarca.

## Os Avistamentos
- 14 de Setembro - O primeiro incidente aconteceu quando o destroyer Willemoes dinamarquês, que participava das manobras, foi ao norte da ilha de Bornholm. Durante a noite, o tenente-comandante Schmidt Jensen e vários membros da tripulação viram um objeto não identificado, de forma triangular, que passou em alta velocidade em direção ao sudeste. O objeto emitia um brilho azulado. Comandante Jensen estima a velocidade em mais de 900 mph (1.448 km/h). Logo após, três OVNIs foram avistados voando em formação triangular, à uma velocidade similar à do primeiro. Eles deixaram para trás um “rastro de luz branca”.[2]

- 14 de Setembro - O segundo incidente ocorreu ainda no primeiro dia. Este relato foi da equipe da Força Aérea Real que estava localizada na base Topcliffe, Yorkshire, na Inglaterra. Um avião a jato britânico estava voltando para o aeroporto em Topcliffe, pouco antes das 11:00 quando se aproximava para pouso, e um objeto prateado foi observado. O tenente John W. Kilburn e outros observadores no terreno, disse que quando começou a circundar o avião, o UFO parou. Ele tinha forma de disco, e roda em seu eixo. O disco, de repente saiu em direção ao oeste a uma velocidade alta, mudou de rumo e desapareceu ao sudeste.[2]

- 15 de Setembro - O terceiro avistamento ocorreu no dia seguinte e um fotógrafo estava presente. A tripulação a bordo do porta-aviões USS Franklin D. Roosevelt, que participava nas manobras, observou um objeto esférico prateado que também foi fotografado. O UFO foi visto em movimento no céu por trás da frota. O repórter Wallace Litwin tomou uma série de fotografias a cores. Estas fotos, porem, nunca se tornaram públicas. Supostamente, elas foram examinadas pelos oficiais de inteligência da Marinha Britânica, mas os resultados nunca foram disponibilizados ao público.[2] A possibilidade de que um balão tinha sido lançada por um dos navios foi imediatamente verificada. Porem, nenhuma unidade tinha lançado um balão.

- 15 de Setembro - Ainda no mesmo dia, três oficiais da Força Aérea Dinamarquesa afirmaram terem visto um objeto brilhante em forma de disco, com aparência metálica, passar por eles acima de suas cabeças e desaparecer no horizonte.[2] Eles supostamente avistaram estes objetos no campo Karup, Dinamarca, as 07:30 (horário local).

- 21 de setembro - Seis pilotos britânicos que estavam voando em formação com os aviões da RAF sobre o Mar do Norte, afirmaram terem avistado um objeto esférico brilhante saindo da água e se aproximando de sua localização.[2] O UFO iludiu sua busca e desapareceu. Ao retornar à base, um dos pilotos olhou para trás e viu o OVNI que o seguia. Virou-se para persegui-lo, mas o UFO também virou-se e fugiu.